# Paul Meurice
François Paul Meurice (5. februar 1818 — 1905) var en fransk digter.
1842 spilledes på Odéon hans efter Shakespeare, i forbindelse med Théophile Gautier og Vacquerie, skrevne
skuespil Falstaff og året derpå en efterdigtning af Sofokles Antigone. Med Dumas père oversatte han 1847 Shakespeares Hamlet for Théâtre-historique, ligesom han var medarbejder ved flere af Dumas romaner.
1848 blev Meurice som Victor Hugos hengivne ven hovedredaktør af L'évènement og pådrog sig 1851 9 måneders fængsel for en af Charles Victor Hugo skrevet artikel om dødsstraffen. Han vedblev at være stærkt knyttet til den Hugoske familie, var 1869
medstifter af bladet Le rappel og ledede den endelige udgave af Victor Hugos værker i 40 bind (1880—85).
Af Meurices senere Skuespil kan
nævnes Benvenuto Cellini (1852). Schamyl og Paris
(1855) samt L’avocat des pauvres (1856), en Del
Dramaer sammen med George Sand (Les beaux
messieurs de Boix-Doré, Le Drac, Cadio o. fl.),
Notre-Dame de Paris (1879, efter Victor Hugo’s
Roman), Quatre-vingt-treize (1881) og Le songe
d’une nuit d’été (1886, efter Shakespeare).
Han har tillige skrevet nogle Romaner, deriblandt
La famille d’Aubry (9 Bd 1854), Cesara (1869);
Le songe de l’amour (1869). 1898 vandt M. en
Succes med sit Drama »Struensee«, der lader
den danske Minister frivillig gaa i Døden for
at sone, at han har tilsidesat sine
Reformplaner for sit Kærlighedsforhold til Dronningen.